# 一个在灵里之人的自传
《一个在灵里之人的自传》（An Autobiography of a Person in the Spirit）是美国华裔地方教会运动领袖李常受的著作。根据这本书的观点，《哥林多后书》可以视为使徒保罗的自传，其中描绘保罗是一位活在灵里的人。该书描绘了被圣灵充满的生活的各个方面。作者指出如此信徒可以被構成为新約的執事，以建造教會。纔能完全被神作透並有神，好被帶進哥林多後書所啟示，基督之豐富的主觀實際裡。

## 介言
该书的介言由李常受的一位同工腓力斯本生（Benson Phillips）所写： 
本書由李常受弟兄於1967年夏季在美國加州洛杉磯所釋放關於哥林多後書的信息集成。他說到聖經的中心思想，乃是神要將祂自己在基督裡，藉著那靈，作到我們裡面，使神與我們，我們與神，能在生命上、性情上、並在那靈裡，真正成為一。哥林多後書是聖經在經歷上揭示這目的最深的一卷書。这卷書主要是說到對基督主觀的享受和經歷，而不是講道理。
李弟兄还指出哥林多后书可以视为使徒保罗的自传。人如果想知道保羅是怎樣的人，就必須看這卷書。在其中，我們看見一個活在靈裡之人的描繪。我們要豐富的享受並經歷基督，就必須是在靈裡的人，就如哥林多後書所說的俘擄、薦信、鏡子、瓦器、大使、同工、殿、童女、愛召會者、以及品嘗基督者這十方面所象徵的。我們乃是藉著這一切方面，纔能完全被神作透並有神作到裡面，構成新約的執事，以建造召會。我們盼望讀者多有禱告，好被帶進哥林多後書所啟示，基督之豐富的主觀實際裡。

## 主题
该书主要关注基督徒在日常生活中，在灵里享受基督。由于该书是基于哥林多后书，它包括了许多关于使徒保罗的生活方式的内容。该书提到：要丰富地享受和经历基督，必须是一个活在灵里的人，如同在哥林多后书中描绘的十个方面所象征的 —“俘虏”（《哥林多后书》第2章第14-16节）、“荐信”（{{Bible|哥林多后书3:3-6; 17）、“镜子”（《哥林多后书》第3章第16,18节）、“瓦器”（《哥林多后书》第47章）、“大使”（《哥林多后书5》第4,5,9,10,13-17,20章）、“同工”（《哥林多后书》第6章第1,4-10节）、“殿”（《哥林多后书》第6章第14节－第7章第1节）、“童女”（《哥林多后书》第11章第2,3节），“愛教會者”（《哥林多后书》第1章第1节、第11章第28,29节）和“品嘗基督者”（《哥林多后书》第12章第7-10,11-19节）。该书说到哥林多后书所启示，保罗所描绘的这些方面，都能在灵里被作到信徒裡面。

## 内容
- 1.藉著十字架而有的職事
- 2.一個在靈裡的人
- 3. 為基督所俘擄
- 4. 被消減到靈裡
- 5. 鏡子、相機和器皿
- 6. 大使與同工
- 7. 殿與童女
- 8. 愛召會者並品嘗基督者
- 9. 保羅的靈
- 10. 基督作恩典